# NGC 264

NGC 264

NGC 264 هي مجرة تتبع كوكبة معمل النحات. اكتشفها جون هيرشل في 30 أغسطس 1834.

## روابط خارجية
- NGC 264 على موقع ويكي سكاي: DSS2, SDSS, GALEX, IRAS, Hydrogen α, X-Ray, Astrophoto, Sky Map, Articles and images